# Nicole Fortuin
Nicole Fortuin (Ciudad del Cabo, 30 de abril de 1992) es una actriz, bailarina y creadora teatral sudafricana. Entre sus películas destacan Flatland (2019), Indemnity (2021) y Late Bloomer (2022). En televisión, es conocida por sus papeles en Roer Jou Voete (2015-2016) y Alles Malan (2019-2022).

## Primeros años y educación
Fortuin es de Ciudad del Cabo. Estudió en el Settlers High School. A los 16 años, en 2008, se convirtió en una de las 4 finalistas del programa de TV Shield Teens No Sweat Dance Challenge. Se graduó con una Licenciatura en Artes en Teatro e Interpretación por la Universidad de Ciudad del Cabo en 2014.

## Carrera
Tras licenciarse en la UCT, Fortuin interpretó a Maryke van Niekerk en la serie en lengua afrikáans SABC 3 Roer Jou Voete. Al año siguiente, hizo su debut en el largometraje en la película estadounidense para un público de adolescentes A Cinderella Story: If the Shoe Fits como Georgie, una maquilladora y Hada madrina. En 2017, Fortuin apareció en las películas Van der Merwe, una comedia y Vaselinetjie, un drama, así como en la segunda temporada de Swartwater como Cindy. 
Fortuin protagonizó junto a Izel Bezuidenhout la película Flatland dirigida por Jenna Bass, que se proyectó en el Festival Internacional de Cine de Toronto 2019 y en la Berlinale. Ese mismo año, Fortuin comenzó a protagonizar a Lee-Ann en la serie de KykNET, Alles Malan. Fortuin apareció en la segunda temporada de Blood & Water en Netflix, así como en la película de acción Indemnity y en la película de Showmax Late Bloomer. Tiene un próximo papel en la película de Kelsey Egan, The Fix.

## Filmografía

### Cine
| Año  | Título                               | Papel           | Notas        |
| ---- | ------------------------------------ | --------------- | ------------ |
| 2016 | A Cinderella Story: If the Shoe Fits | Georgie         |              |
| 2017 | Van der Merwe                        | Tania           |              |
| 2017 | Voor ek val                          | Zoe             | Cortometraje |
| 2017 | Vaselinetjie                         | Older Nasrene   |              |
| 2019 | Far From The Castle                  | Eliza           | Cortometraje |
| 2019 | Flatland                             | Natalie Jonkers |              |
| 2021 | Sons of the Sea                      | Tanya           |              |
| 2021 | Indemnity                            | Angela Abrams   |              |
| 2021 | Klein Karoo 2                        | Tarryn          | [ 5 ]        |
| TBA  | The Fix                              | Angela          |              |

### Televisión
| Año           | Título                | Papel              | Notas                    |
| ------------- | --------------------- | ------------------ | ------------------------ |
| 2015–2016     | Roer Jou Voete        | Maryke van Niekerk | Papel principal          |
| 2017          | Swartwater            | Cindy              | Temporada 2              |
| 2018          | Onder die Suiderkruis | Danni Dyer         |                          |
| 2018          | Dead in the Water     | Kat                | Película para televisión |
| 2019          | Dwaalster             | Helena             | 2 episodios              |
| 2019          | Die Spreeus           | Lea                | 2 episodios              |
| 2019–2022     | Alles Malan           | Lee-Ann            | Papel principal          |
| 2020          | Projek Dina           | Gail Versveld      | 1 episodio               |
| 2020          | Rage                  | Tamsyn             | Película para televisión |
| 2021–presente | Legacy                | Eloise             | Temporada 2              |
| 2021          | Blood & Water         | Detective Petersen | 2 episodios              |
| 2022          | Late Bloomer          | Lauryn             | Película de Showmax      |
| 2023          | One Piece             | Ririrka            | 1 episodio               |

## Teatro
| Year | Title                | Role       | Notes                            |
| ---- | -------------------- | ---------- | -------------------------------- |
| 2014 | Mephisto             | Fonnesique | The Arena, Cape Town             |
| 2014 | Sister Sister Sister |            | Director; National Arts Festival |
| 2014 | Curl Up and Dye      | Rolene     | Rosebank Theatre, Cape Town      |
| 2015 | Sleeping Beauty      | Aurora     | Joburg Theatre, Johannesburg     |
| 2018 | Oleanna              | Carol      | Fugard Theatre, Cape Town        |